# Coleophora aarviki
Coleophora aarviki is een vlinder uit de familie kokermotten (Coleophoridae). De wetenschappelijke naam van deze soort is voor het eerst geldig gepubliceerd in 2011 door Giorgio Baldizzone & Hugo van der Wolf.

## Type
- holotype: "male, 9-12.X.2001. leg. W. Mey"
- instituut: ZMHU, Berlijn, Duitsland
- typelocatie: "RSA, Richtersveld Numees, Helskloof Gate"

De soort komt voor in het Afrotropisch gebied.